# Galería Nacional de Arte de las Bahamas
La Galería Nacional de Arte de las Bahamas (en inglés: National Art Gallery of The Bahamas) es una galería de arte en Nasáu, la capital de las Bahamas.
La galería está ubicada en la restaurada Villa Doyle, que data de 1860. Se centra en los artistas Bahamas, pero hay otras obras de arte, incluyendo paisajes de Winslow Homer. La colección incluye cerámica, pinturas, fotografías, esculturas y textiles, principalmente a partir del siglo XX.
En septiembre de 2011 la galería anunció a Amanda Coulson como su nueva directora junto con cuatro nuevos nombramientos de personal. John Cox se unió a la galería en enero de 2012, como conservador jefe.